# Parmen (Ščipelev)
Parmen (světským jménem: Viktor Ivanovič Ščipelev; * 1. května 1956, Glubokij) je ruský duchovní Ruské pravoslavné církve a biskup.

## Život
Narodil se 1. května 1956 v sídle Glubokij Kamenské oblasti (dnes Rostovská oblast).
Po střední škole č. 13 v Taganrogu nastoupil na Oděský duchovní seminář, který dokončil roku 1979. Poté byl 17. září 1980 arcibiskupem rostovským a novočerkaským Ioasafem (Ovsjannikovem) rukopoložen na diákona a 21. září na jereje.
Sloužil v katedrálním chrámu Narození přesvaté Bohorodice v Rostově na Donu. Od 4. do 20. října 1980 byl představeným chrámu svatého Jana Bohoslova v osadě Lenina. Následně sloužil jako představený chrámu svatého Mikuláše v sídle Bagajevskaja. Dále působil v chrámu svatého Jiří vesnice Rjaženoje a Pokrovském chrámu v Batajsku.
V září 1984 byl jmenován ekonomem rostovské eparchie. Dne 1. dubna 1987 se stal představeným chrámu svatých Konstantina a Heleny v Novočerkassku a roku 1988 byl povýšen na protojereje. Od dubna přešel do chrámu svatého archanděla Michaela v sídle Kamenolomni.
Roku 1993 dokončil Moskevskou duchovní akademii a titulem kandidát bohosloví. O rok později odešel sloužit do chrámu svatého Mikuláše v Rostově na Donu. Zastával také funkci blagočinného Rostovského okruhu či vojenského kaplana.
Dne 28. listopadu 2002 přijal mnišský postřih se jménem Parmen na počest apoštola ze sedmdesáti Parmena. Dne 28. června 2014 se stal představeným Uspenského skitu Donského staročerkaského monastýru.
Dne 5. května 2015 jej Svatý synod zvolil biskupem čistopolským a nižněkamským. Byl povýšen na archimandritu a 16. května oficiálně jmenován biskupem. Biskupská chirotonie proběhla 18. května ve Vysockém monastýru. Hlavním světitelem byl patriarcha moskevský a celé Rusi Kirill.
Dne 4. dubna 2019 byl rozhodnutím Svatého synodu převeden na troickou katedru. Během jeho služby v Troicku byli věřící nespokojeni s jeho prací. Napsali dopis patriarchu Kirillovi, aby zasáhl do jeho práce. Podle dopisu způsoboval problémy chrámům a chtěl také nechat tajně přenést ostatky Jevdokije Machankové, která je ctěná jako světice. Dne 26. prosince 2019 byl osvobozen od funkce eparchiálního biskupa a ustanoven vikářem čeljabinské eparchie s titulem biskupa kopejského.
Dne 13. dubna 2021 byl jmenován biskupem vargašinským a vikářem kurganské eparchie. Tuto funkci vykonával do 16. března 2023 kdy byl Svatým synodem penzionován a jako místo pobytu mu byl určen Rostov na Donu.